# Gilalagundi, Sagar
Gilalagundi là một làng thuộc tehsil Sagar, huyện Shimoga, bang Karnataka, Ấn Độ.